# Mondo (Mwanza)
Mondo è una circoscrizione rurale (rural ward) della Tanzania situata nel distretto di Misungwi, regione di Mwanza. Conta una popolazione di 9 451 abitanti (censimento 2012).